# ニューヨーク公共図書館
座標: 北緯40度45分10秒 西経73度58分54秒 / 北緯40.75270度 西経73.98180度
ニューヨーク公共図書館（New York Public Library、略称：NYPL） は、アメリカ合衆国ニューヨーク市に所在する公共図書館。蔵書・収蔵品は5300万点超、年間の予算額が3億4000万ドル（約400億円）と公共図書館としては世界屈指の規模をもち、年間の来館者数は約1700万人にのぼる。
名称には「パブリック（公共）」という語が含まれているが、設置主体はあくまで民間の非営利組織 (NPO)である。ただししばしば誤解されるように寄付だけで運営されているのではなく、民間からの寄付は年間予算の約3〜4割で、残りはニューヨーク市とニューヨーク州が負担している。

## 概要
ニューヨーク市内マンハッタン区、ブロンクス区、およびスタテンアイランド区の各所に大小合わせて９２の地域分館と、研究目的のために公開されている３つのリサーチ・ライブラリー（研究図書館）を有する。
利用は無料で、ニューヨーク市に在住あるいは通勤している者であれば誰でも会員になることができる。
この図書館はニューヨーク市全体のものではなく、ブルックリン区のブルックリン公共図書館、およびクイーンズ区のクイーンズ公共図書館の図書館システムを合わせ、ニューヨーク市全体では200以上の分館がある。
インターネットを積極的に活用した情報発信や数多くの教育プログラムを開催しており、ニューヨークにおける総合的な教育・研究機関として機能している。グーテンベルク聖書やカポーティの草稿を始め、歴史的にも貴重な蔵書を多数所蔵している。
本館となるシュヴァルツマン・ビルディング（Schwartzman building）はマンハッタンの5番街と42丁目のブライアント・パーク内にあり、その豪奢なボザール建築で観光名所としても知られている。1911年に竣工した。トレードマークはライオンの Leoである。
2019年頃から大規模な改修が行われ、稀覯書や貴重な楽譜・絵画などの収蔵品を観光客むけに展示した閲覧室や、新しいギフトショップとカフェなどが2023年から運用を開始している。合わせて、それまで一般観光客も自由に立ち入ることのできた後述の「ローズ閲覧室」は、利用者カードをもつ研究・学習目的の来館者のみに限定されることとなった。

## 歴史
19世紀のニューヨークには、アスター・ライブラリおよびレノックス図書館という2つの図書館があった。1886年、ニューヨーク州知事のサミュエル・ティルデンは両図書館を統合し、庶民のための図書館設立を提案した。1911年に本館が竣工し、以後アンドリュー・カーネギーらによる寄付により、ニューヨーク各所にブランチ・ライブラリーを増設してきた。1980年には大幅な拡張が行われ、現在では本館は専ら人文系の研究図書館と化している。正面玄関前に設置されている2つのライオン像は、母体となった2つの図書館の名を受け継いで各々"Astor"および"Lenox"の名を有するが、1930年代の世界恐慌時には各々"Patience（忍耐）"及び"Fortitude（不屈の精神）" というニックネームが付けられていた。当時のニューヨーク市民には、これら2つの資質が必要だったためである。

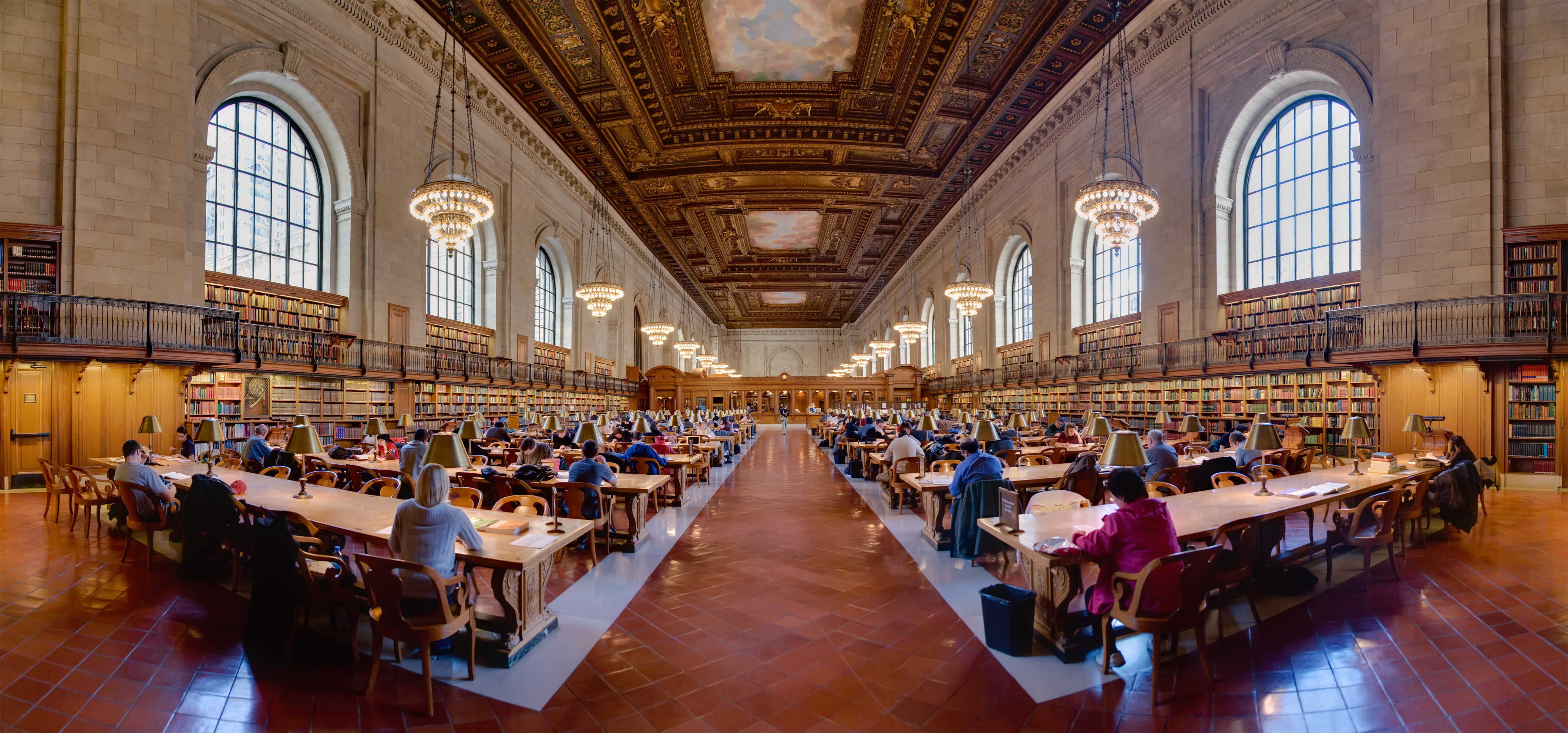
３階にある「ローズ閲覧室 (Rose library）」のパノラマ写真。

著作権の保護期間を経過してパブリック・ドメインになった画像は、専門の職員にスキャンされ、インターネット上のデジタル・ライブラリーに公開されて自由に利用可能になっている。デジタル・ライブラリーには、喜多川歌麿の浮世絵も含まれている。

## 主要施設
本館
- ニューヨーク公共図書館本館 - ブライアント・パーク内

分館
- ニューヨーク公共図書館分館の一覧（英語版）
  - マンハッタン39箇所
  - ブロンクス35箇所
  - スタテンアイランド13箇所

（2015年2月現在）
研究図書館
- Humanities and Social Sciences Library - 本館ビル内：主に人文系
- 科学・産業・ビジネス図書館 (SIBL) - 34丁目とマディソン・アベニューの角（ニューヨーク市立大学大学院センターキャンパスの東側）：主に理工系
- ションバーグ黒人文化研究センター （Schomburg Center for Research in Black Culture）- ハーレムの135丁目とレノックス・アベニューの角
- New York Public Library for the Performing Arts - リンカーン・センター内

## メディア
ゴースト・バスターズやタイム・マシン、デイ・アフター・トゥモローを始めとするハリウッド映画にも数多く登場している。